# Claude Klimek
Claude Klimek (* 20. August 1956 in Mulhouse, Elsass) ist ein ehemaliger französischer Fußballspieler auf der Position des Torwarts.

## Karriere
Claude Klimek begann als Jugendlicher Fußballspieler bei einem Verein in Staffelfelden. In den Jahren von 1974 bis 1977 spielte er in der Mannschaft CS Sedan in Ardennen. Von 1977 bis 1978 war er bei Red Star Paris, einem Fußballklub der Division 1, jetzt Ligue 1. Danach spielte er von 1978 bis 1981 bei Stade Rennes in Rennes und von 1981 bis 1982 in Laval bei Stade Laval, einer Mannschaft, die in den Jahren ab 1976 bis 1989 zur Division 1 zählte.
Nach 1982 trat Claude Klimek als Amateurfußballspieler auf und spielte von 1982 bis 1984 in Cholet bei dem Fußballklub SO Cholet und 1984/85 beim FC Sens in Sens.